# محوطه رانه
محوطه رانه مربوط به قرون میانی اسلامی است و در شهرستان خرم‌آباد، بخش پاپی، دهستان سپیددشت، ۶۰۰۰ متری شمال غرب روستای گازه واقع شده و این اثر در تاریخ ۸ بهمن ۱۳۸۵ با شمارهٔ ثبت ۱۷۰۲۳ به عنوان یکی از آثار ملی ایران به ثبت رسیده است.